# Moses Harman

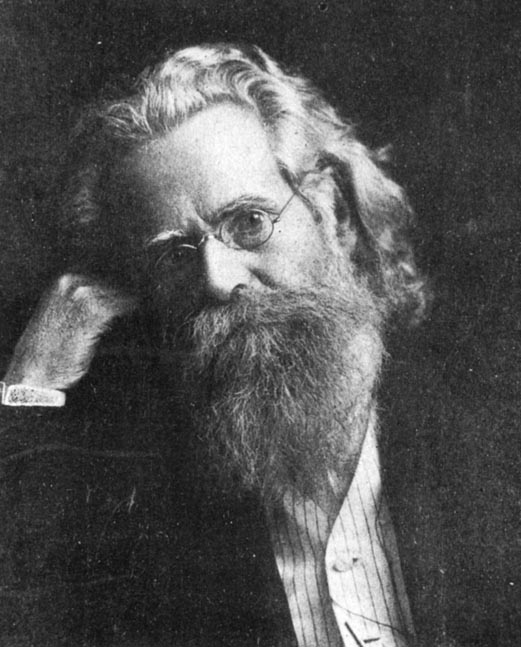
Moses Harman.

Moses Harman (Harman, 12 de outubro de 1830 – Los Angeles, 30 de janeiro de 1910) foi um professor e editor norte-americano notável por seu firme apoio aos direitos das mulheres. Ele foi processado de acordo com a Lei de Comstock por conteúdo publicado em seu periódico anarquista Lucifer the Lightbearer. Foi detido e preso várias vezes por publicar material supostamente obsceno.

## Biografia
Moses Harman nasceu em 12 de outubro de 1830 no condado de Pendleton, Virgínia Ocidental, sendo filho de Job e Nancy Harman. Sua família mais tarde se mudou para o Condado de Crawford, Missouri. Harman frequentou a Arcadia College e trabalhou como piloto e professor.
Harman casou-se com Susan Scheuck em 1866. Apesar de terem várias crianças, apenas duas sobreviveram e Susan morreu no parto em 1877. Harman deixou o ministério e começou seu envolvimento com a eugenia e as reformas sociais após a morte de Susan. Em 1881, Harman editou o jornal Kansas Liberal em Valley Falls, Kansas.
Harman foi creditado como um dos fundadores do que se tornou o movimento pela eugenia. Em 1881, Harman co-editou o Valley Falls Liberal, e eventualmente se tornou o editor. Em 24 de agosto de 1883, Harman mudou o nome da publicação para Lucifer, the Light Bearer. Mudou a localização do jornal várias vezes por razões financeiras e filosóficas: para Topeka, Kansas em 1890, para Chicago em 1896 e para Los Angeles em 1908. O nome do jornal também mudou para The American Journal of Eugenics em 1906.
Artigos publicados em Lucifer discutiram tópicos como religião, relacionamentos e criando crianças. Através de seu trabalho, Harman rejeitou todas as formas de religião e governo, incluindo o casamento, e promoveu a liberdade, o amor, a sabedoria e o uso do conhecimento. Devido à natureza radical de seus pontos de vista e publicação, Harman constantemente lidou com ações judiciais, acusações de imoralidade, e muitas de suas postagens foram consideradas como material obsceno pelo Serviço Postal dos Estados Unidos. Consequentemente, Harman foi sentenciado e libertado pelos tribunais várias vezes na década de 1890.
Harman morreu em 30 de janeiro de 1910 em Los Angeles, aos 79 anos de idade.